# Liga Nacional de Fútbol (Guatemala)
La Liga Nacional de Futbol de Guatemala è la massima divisione del campionato guatemalteco di calcio ed è organizzata della Federación Nacional de Fútbol de Guatemala.
Il campionato guatemalteco occupa il 64º posto del ranking mondiale dei campionati stilato annualmente dall'IFFHS e il 2º posto a livello continentale, risultando uno dei campionati di calcio più competitivi dell'America settentrionale e centrale.
Il match più acceso e seguito è el Clasíco Chapín, ossia il derby fra le due squadre rappresentati la capitale nonché le più titolate del torneo.

## Storia
La storia del campionato comincia nel 1899, quando dei giovani universitari dell'Università di San Giorgio del Surrey, ritornarono in madrepatria e tentarono di introdurvi dall'Inghilterra il gioco del calcio. Nel 1902, difatti, fondarono il primo club di calcio guatemalteco: il Guatemala FC.
Fu nel 1912 che venne organizzato il primo campionato: La Liga Capitolina. Tale Lega è però ancora amatoriale, per la sua professionalizzazione bisognerà aspettare il 1942.
Nel 1946 la Liga divenne affiliata della FIFA.
Il campionato nell'arco del tempo fu interessato da alcune interruzioni: nel 1921, negli anni 1948-1950 e nel 2020.In quest'ultimo anno, precisamente il 16 marzo 2020, fu sospeso in seguito all'emergenza internazionale Coronavirus.

## Modalità di gioco
Il campionato è gestito dalla Federacion Nacional de Futbol de Guatemala, supervisionata via via da UNCAF, CONCACAF e FIFA.
Il torneo è diviso in 2 fasi di gioco: fase di qualificazione e fase finale.
La fase di qualificazione prevede un girone all'italiana di 12 squadre con un totale di 132 partite spalmate in 22 giornate; tali giornate prevedono dunque lo scontro delle due compagini secondo un periodo di andata e ritorno (tali periodi vengono qui denominati tornei di Apertura e Clausura).
Al termine del girone all'italiana (andata e ritorno), le prime sei squadre della classifica disputano i play-off per determinare il campione nazionale. Viene organizzata una Prima Fase dove si incontrano la terza e la sesta e poi la quarta e la quinta; la vincitrice incontrerà in semifinale la seconda del campionato regolare, la vincitrice dell'altro scontro si batterà con la prima. Le vincitrici delle semifinali si avvicenderanno nella Gran Final, che decreterà il campione della Liga di Guatemala. Tutte le fasi di questa parte della Liga (dai play-off fino alla finale assoluta) prevedono dei doppi scontri di andata e ritorno.
La zona di retrocessione è data dalle ultime tre posizioni della classifica della fase di qualificazione. L'ultima scende nella divisione inferiore, la penultima e la terzultima si scontrano in uno scontro-ripescaggio contro le neopromosse.

## Posizione rispetto alle altre divisioni
| Livello | Divisioni                                                                          |
| ------- | ---------------------------------------------------------------------------------- |
| 1       | Liga Nacional 12 squadre                                                           |
| 2       | Primera División de Ascenso 20 squadre in 2 gironi, ciascuno da 10 squadre         |
| 3       | Segunda División de Guatemala 40 squadre, divise in 5 gironi da 8 squadre ciascuno |
| 4       | Tercera División de Guatemala 96 squadre divise ugualmente in 12 gironi            |

## Squadre
Stagione 2021-2022.
| Squadra                   | Città                     | Stadio                                      |
| ------------------------- | ------------------------- | ------------------------------------------- |
| Achuapa                   | El Progreso               | Stadio municipale Manuel Ariza              |
| Antigua GFC               | Antigua                   | Stadio Pensativo                            |
| Cobán Imperial            | Cobán, Alta Verapaz       | Stadio Verapaz                              |
| Comunicaciones            | Città del Guatemala       | Stadio Doroteo Guamuch Flores               |
| Guastatoya                | Guastatoya                | Stadio David Cordón Hichos                  |
| Iztapa                    | Iztapa                    | Stadio Armando Barillas                     |
| Malacateco                | Malacatán                 | Stadio Santa Lucía                          |
| Municipal                 | Città del Guatemala       | Stadio Manuel Felipe Carrera                |
| Nueva Concepción          | Nueva Concepción          | Stadio José Luis Ibarra                     |
| Sololá                    | Sololá                    | Stadio Xamba                                |
| Santa Lucía Cotzumalguapa | Santa Lucía Cotzumalguapa | Stadio municipale Santa Lucía Cotzumalguapa |
| Xelajú                    | Quetzaltenango            | Stadio Mario Camposeco                      |

## Albo d'oro

### Liga Guatemalteca Capitalina
| Stagione | Campione                                        | 2°                                              | Capocannoniere                                  | Squadra                                         | Reti                                            |
| -------- | ----------------------------------------------- | ----------------------------------------------- | ----------------------------------------------- | ----------------------------------------------- | ----------------------------------------------- |
| 1919     | Allies                                          | Hércules                                        | Manuel Ramírez                                  | Hércules                                        | 5                                               |
| 1920     | Hércules                                        | España                                          | Enrique Álvarez                                 | España                                          | 4                                               |
| 1921     | Non si disputó a causa dei Gochi del Centenario | Non si disputó a causa dei Gochi del Centenario | Non si disputó a causa dei Gochi del Centenario | Non si disputó a causa dei Gochi del Centenario | Non si disputó a causa dei Gochi del Centenario |
| 1922     | Allies                                          | Deportivo Alemán                                | Antonio Monroy                                  | Centroamericano                                 | 8                                               |
| 1923     | La Joya                                         | Allies                                          | Enrique Álvarez                                 | La Joya                                         | 7                                               |
| 1924     | Escuela de Medicina                             | Allies                                          | Horacio Beaven                                  | Hércules                                        | 4                                               |
| 1925     | La Joya                                         | Hércules                                        | Enrique Álvarez                                 | La Joya                                         | 20                                              |
| 1926     | Escuela de Medicina                             | Hércules                                        | Carlos Molina                                   | Hércules                                        | 12                                              |
| 1927     | Hércules                                        | Escuela de Medicina                             | Rafael de León                                  | Allies                                          | 12                                              |
| 1928     | Universidad                                     | Allies                                          | Rafael de León                                  | Tipografía Nacional                             | 11                                              |
| 1929     | Universidad                                     | Tipografía Nacional                             | Lisandro Bocaletti                              | Escuela de Medicina                             | 16                                              |
| 1930     | Universidad                                     | Germania                                        | Lisandro Bocaletti                              | Universidad                                     | 7                                               |
| 1931     | Universidad                                     | Germania                                        | Hensen Seeger                                   | Germania                                        | 14                                              |
| 1932     | Guatemala FC                                    | Germania                                        | Enrique Chang                                   | Guatemala FC                                    | 10                                              |
| 1933     | Escuela Politécnica                             | Tipografía Nacional                             | Enrique Chang                                   | Guatemala FC                                    | 12                                              |
| 1934     | Escuela Politécnica                             | Tipografía Nacional                             | Leopoldo Rodríguez                              | Escuela Politécnica                             | 15                                              |
| 1935     | Cibeles                                         | Quetzal                                         | Héctor Mansilla                                 | Hércules                                        | 8                                               |
| 1936     | Cibeles                                         | Quetzal                                         | Jorge Azmitla                                   | Tipografía Nacional                             | 15                                              |
| 1937     | Quetzal                                         | Tipografía Nacional                             | Carlos Letona                                   | Quetzal                                         | 10                                              |
| 1938     | Tipografía Nacional                             | Municipal                                       | Roberto Calderón                                | Tipografía Nacional                             | 18                                              |
| 1939     | Tipografía Nacional                             | Hércules                                        | Enrique Chang                                   | Alba                                            | 11                                              |
| 1940     | Tipografía Nacional                             | Independiente                                   | Manuel Recinos                                  | Aduana                                          | 9                                               |
| 1941     | Guatemala FC                                    | Tipografía Nacional                             | Manuel Recinos                                  | Guatemala FC                                    | 16                                              |

### Campeonato Nacional
| Stagione | Campione                                                                    | 2°                                                                          | Capocannoniere                                                              | Squadra                                                                     | Reti                                                                        |
| -------- | --------------------------------------------------------------------------- | --------------------------------------------------------------------------- | --------------------------------------------------------------------------- | --------------------------------------------------------------------------- | --------------------------------------------------------------------------- |
| 1919     | Hércules                                                                    | Selección Quetzalteca                                                       |                                                                             |                                                                             |                                                                             |
| 1919     | Nessun vincitore (legame tra la selezione Capitale e Selezione Quetzalteca) | Nessun vincitore (legame tra la selezione Capitale e Selezione Quetzalteca) | Nessun vincitore (legame tra la selezione Capitale e Selezione Quetzalteca) | Nessun vincitore (legame tra la selezione Capitale e Selezione Quetzalteca) | Nessun vincitore (legame tra la selezione Capitale e Selezione Quetzalteca) |
| 1920     | Selección Quetzalteca                                                       | Selección Capitalina                                                        |                                                                             |                                                                             |                                                                             |
| 1921     | Selección Capitalina                                                        | Liga del Norte                                                              |                                                                             |                                                                             |                                                                             |
| 1922     | Selección Quetzalteca                                                       | Selección Capitalina                                                        |                                                                             |                                                                             |                                                                             |
| 1923     | Selección Capitalina                                                        | Selección Quetzalteca                                                       |                                                                             |                                                                             |                                                                             |
| 1923     | Selección Capitalina                                                        | Selección Quetzalteca                                                       |                                                                             |                                                                             |                                                                             |

### Campeonato de la República
| Stagione | Campione                       | 2°                       | Capocannoniere | Squadra | Reti |
| -------- | ------------------------------ | ------------------------ | -------------- | ------- | ---- |
| 1931     | Pensativo (Sacatepéquez)       | América (Quetzaltenango) |                |         |      |
| 1935     | Pensativo (Sacatepéquez)       | Quetzal                  |                |         |      |
| 1936     | Cibeles                        | Chiquimula               |                |         |      |
| 1937     | Imperial (Cobán, Alta Verapaz) | América (Quetzaltenango) |                |         |      |
| 1938     | Tipografía Nacional            | Excélsior (Sacatepéquez) |                |         |      |
| 1939     | Municipal (Retalhuleu)         | América (Quetzaltenango) |                |         |      |
| 1940     | Tipografía Nacional            | Municipal (Retalhuleu)   |                |         |      |
| 1941     | Guatemala FC                   | ADIX                     |                |         |      |

### Campeonato de Liga
| Stagione  | Campione                | 2°                      | Capocannoniere                        | Squadra                                        | Reti          |
| --------- | ----------------------- | ----------------------- | ------------------------------------- | ---------------------------------------------- | ------------- |
| 1942/1943 | Municipal               | Tipografía Nacional     | Carlos Toledo                         | Municipal                                      | 15            |
| 1943      | Tipografía Nacional     | Municipal               | Carlos Toledo                         | Municipal                                      | 10            |
| 1944/1945 | Tipografía Nacional     | Municipal               | Carlos Toledo                         | Municipal                                      | 18            |
| 1947      | Municipal               | España                  | Carlos Toledo                         | Municipal                                      | 26            |
| 1948-1950 | Non disputato           | Non disputato           | Non disputato                         | Non disputato                                  | Non disputato |
| 1950/1951 | Municipal               | Comunicaciones          | Augusto Espinosa                      | Hércules                                       | 15            |
| 1952/1953 | Tipografía Nacional     | Comunicacionesl         | Isauro Orozco                         | IRCA                                           | 13            |
| 1954/1955 | Municipal               | Comunicaciones          | Jorge Víckers                         | Comunicaciones                                 | 23            |
| 1956      | Comunicaciones          | Universidad SC          | Oscar Estrada                         | Municipal                                      | 13            |
| 1957/1958 | Comunicaciones          | Municipal               | Alfredo Pérez                         | Universidad SC                                 | 13            |
| 1959/1960 | Comunicacions           | Municipal               | Hugo Peña                             | Municipal                                      | 32            |
| 1961/1962 | Xelajú Mario Camposeco  | Comunicaciones          | Ricardo Clark                         | Municipal                                      | 23            |
| 1963/1964 | Municipal               | Xelajú Mario Camposeco  | Tomás Gamboa                          | Deportivo Marquense                            | 17            |
| 1964      | Aurora                  | Municipal               | Carlos Herrera                        | Aurora                                         | 17            |
| 1965/1966 | Municipal               | Comunicaciones          | Hugo Peña                             | Universidad SC                                 | 14            |
| 1966      | Aurora                  | Xelajú Mario Camposeco  | Hugo Peña                             | Universidad SC                                 | 24            |
| 1967/1968 | Aurora                  | Municipal               | Martín Charles Juan Reyes             | Deportivo Suchitepéquez Xelajú Mario Camposeco | 16            |
| 1968/1969 | Comunicaciones          | Aurora                  | Hernán Godoy                          | Comunicaciones                                 | 18            |
| 1969/1970 | Municipal               | Aurora                  | Pinasco                               | Municipal                                      | 12            |
| 1970/1971 | Comunicaciones          | Aurora                  | Réne Arturo Morales                   | Xelajú Mario Camposeco                         | 13            |
| 1971      | Comunicaciones          | Aurora                  | Héctor Tambasco                       | Comunicaciones                                 | 14            |
| 1972      | Comunicaciones          | Municipal               | Selvin Pennant Jurandir Dos Santos    | Cementos Novella Deportivo Suchitepéquez       | 17            |
| 1973      | Municipal               | Aurora                  | Selvin Pennant                        | Cementos Novella                               | 17            |
| 1974      | Municipal               | Aurora                  | Julio César Anderson                  | Municipal                                      | 17            |
| 1975      | Aurora                  | Comunicaciones          | Julio César Anderson Selvin Pennant   | Municipal Aurora                               | 33            |
| 1976      | Municipal               | Comunicaciones          | Julio César Anderson                  | Municipal                                      | 17            |
| 1977      | Comunicaciones          | Municipal               | Oscar Sánchez                         | Comunicaciones                                 | 41            |
| 1978      | Aurora                  | Comunicaciones          | Oscar Sánchez                         | Comunicaciones                                 | 27            |
| 1979/80   | Comunicaciones          | Cobán Imperial          | Oscar Sánchez                         | Comunicaciones                                 | 22            |
| 1980      | Xelajú Mario Camposeco  | Juventud Retalteca      | René Arturo Morales                   | Juventud Retalteca                             | 17            |
| 1981      | Comunicaciones          | Xelajú Mario Camposeco  | Ricardo Carreño                       | Galcasa                                        | 23            |
| 1982      | Comunicaciones          | Deportivo Suchitepéquez | Rubén Paredes                         | Cobán Imperial                                 | 17            |
| 1983      | Deportivo Suchitepéquez | Comunicaciones          | Jorge Rivaga                          | Finanzas Industriales                          | 21            |
| 1984      | Aurora                  | Deportivo Suchitepéquez | José Luis González                    | Deportivo Suchitepéquez                        | 24            |
| 1985/86   | Comunicaciones          | Juventud Retalteca      | Alberto Ramírez                       | Comunicaciones                                 | 14            |
| 1986      | Aurora                  | Galcasa                 | Raúl Chacón                           | Comunicaciones                                 | 15            |
| 1987      | Municipal               | Aurora                  | Edwin Westphal                        | Bandegua                                       | 21            |
| 1988/89   | Municipal               | Aurora                  | José Luis González                    | Aurora                                         | 17            |
| 1989/90   | Municipal               | Deportivo Suchitepéquez | Marcelo Ferreira                      | Municipal                                      | 19            |
| 1990/91   | Comunicaciones          | Municipal               | Roderico Méndez                       | Chiquimulilla                                  | 22            |
| 1991/92   | Municipal               | Comunicaciones          | Edwin Westphal                        | Izabal J.C.                                    | 21            |
| 1992/93   | Aurora                  | Comunicaciones          | José Luis Cardozo                     | Aurora                                         | 18            |
| 1993/94   | Municipal               | Deportivo Escuintla     | Edwin Westphal                        | Aurora                                         | 21            |
| 1994/95   | Comunicaciones          | Aurora                  | Milton Nuñez                          | Comunicaciones                                 | 22            |
| 1995/96   | Xelajú Mario Camposeco  | Comunicaciones          | Néstor Raúl Pereira Juan Carlos Plata | Deportivo Amatitlán Municipal                  | 15            |
| 1996/97   | Comunicaciones          | Aurora                  | Néstor Raúl Pereira                   | Deportivo Amatitlán                            | 18            |
| 1997/98   | Comunicaciones          | Cobán Imperial          | Danny Aguilar                         | Deportivo Suchitepéquez                        | 22            |
| 1998/99   | Comunicaciones          | Municipal               | Rudy Ramírez                          | Deportivo Zacapa                               | 19            |

### Torneos Cortos
| Stagione            | Campione               | Secondo                | Capocannoniere                                | Squadra                                   | Reti |
| ------------------- | ---------------------- | ---------------------- | --------------------------------------------- | ----------------------------------------- | ---- |
| Apertura 1999       | Comunicaciones         | Municipal              | Rudy Ramírez                                  | Municipal                                 | 20   |
| Clausura 2000       | Municipal              | Comunicaciones         | Rolando Fonseca                               | Comunicaciones                            | 21   |
| Apertura 2000       | Municipal              | Comunicaciones         | Nicolás López                                 | Deportivo Zacapa                          | 16   |
| Clausura 2001       | Comunicaciones         | Antigua GFC            | Cesar Aníbal Trujillo                         | Xelajú Mario Camposeco                    | 13   |
| Reordenamiento 2001 | Municipal              | Cobán Imperial         | Regilson Soares                               | Cobán Imperial                            | 15   |
| Clausura 2002       | Municipal              | Comunicaciones         | Guillermo Ramírez                             | Municipal                                 | 18   |
| Apertura 2002       | Comunicaciones         | Municipal              | Edgar Arriaza                                 | Aurora                                    | 10   |
| Clausura 2003       | Comunicaciones         | Cobán Imperial         | Diego Latorre                                 | Comunicaciones                            | 11   |
| Apertura 2003       | Municipal              | Comunicaciones         | Erwin Godoy                                   | Deportivo Jalapa                          | 12   |
| Clausura 2004       | Cobán Imperial         | Municipal              | Fernando Garracino                            | Xelajú Mario Camposeco                    | 13   |
| Apertura 2004       | Municipal              | Comunicaciones         | Edwin Villatoro                               | Suchitepéquez                             | 16   |
| Clausura 2005       | Municipal              | Suchitepéquez          | Israel Silva                                  | Xelajú Mario Camposeco                    | 12   |
| Apertura 2005       | Municipal              | Comunicaciones         | Juan Carlos Plata                             | Municipal                                 | 15   |
| Clausura 2006       | Municipal              | Marquense              | Jorge Estrada Juan Carlos Plata               | Marquense Municipal                       | 11   |
| Apertura 2006       | Municipal              | Comunicaciones         | Israel Silva                                  | Xelajú Mario Camposeco                    | 14   |
| Clausura 2007       | Xelajú Mario Camposeco | Marquense              | César Alegría                                 | Marquense                                 | 15   |
| Apertura 2007       | Deportivo Jalapa       | Suchitepéquez          | Adrián Apellaniz                              | Deportivo Jalapa                          | 14   |
| Clausura 2008       | Municipal              | Comunicaciones         | Freddy García                                 | Municipal                                 | 12   |
| Apertura 2008       | Comunicaciones         | Municipal              | Adrián Apellaniz                              | Comunicaciones                            | 10   |
| Clausura 2009       | Deportivo Jalapa       | Municipal              | Carlos González                               | Municipal                                 | 10   |
| Apertura 2009       | Municipal              | Comunicaciones         | Henry Hernández                               | Juventud Retalteca                        | 19   |
| Clausura 2010       | Municipal              | Xelajú Mario Camposeco | Rolando Fonseca                               | Comunicaciones                            | 15   |
| Apertura 2010       | Comunicaciones         | Municipal              | Guillermo Ramírez Henry Hernández Andy Herron | Municipal Heredia Jaguares Universidad SC | 13   |
| Clausura 2011       | Comunicaciones         | Municipal              | Óscar Isaula Johnny Ruiz                      | Deportivo Malacateco Deportivo Marquense  | 13   |
| Apertura 2011       | Municipal              | Comunicaciones         | Henry Hernández                               | Heredia Jaguares                          | 17   |
| Clausura 2012       | Xelajú Mario Camposeco | Municipal              | Henry Hernández                               | Heredia Jaguares                          | 16   |
| Apertura 2012       | Comunicaciones         | Municipal              | Robín Betancourth                             | Heredia Jaguares                          | 13   |
| Clausura 2013       | Comunicaciones         | Heredia Jaguares       | Fernando Gallo                                | Universidad SC                            | 11   |
| Apertura 2013       | Comunicaciones         | Heredia Jaguares       | Israel Silva                                  | Xelajú Mario Camposeco                    | 14   |
| Clausura 2014       | Comunicaciones         | Municipal              | Óscar Isaula                                  | Heredia Jaguares                          | 20   |
| Apertura 2014       | Comunicaciones         | Municipal              | Carlos Ruiz Wilber Pérez                      | Municipal Petapa                          | 12   |
| Clausura 2015       | Comunicaciones         | Municipal              | Emiliano Ariel López Rolando Blackburn        | Suchitepéquez Comunicaciones              | 13   |
| Apertura 2015       | Antigua GFC            | Deportivo Guastatoya   | Carlos Kamiani Félix                          | Universidad SC                            | 19   |
| Clausura 2016       | Suchitepéquez          | Comunicaciones         | Juan José Valenzuela Carlos Kamiani Félix     | Dep. Malacateco USAC                      | 15   |
| Apertura 2016       | Antigua GFC            | CSD Municipal          | Danilo Guerra                                 | CSD Municipal                             | 14   |
| Clausura 2017       | CSD Municipal          | Guastatoya             | Agustín Herrera                               | Antigua GFC                               | 14   |
| Apertura 2017       | Antigua GFC            | CSD Municipal          | Janderson Pereira                             | Deportivo Petapa                          | 14   |
| Clausura 2018       | Guastatoya             | Xelajú MC              | Agustín Herrera                               | Antigua GFC                               | 15   |
| Apertura 2018       | Guastatoya             | Comunicaciones         | Agustín Herrera                               | Antigua GFC                               | 12   |
| Clausura 2019       | Antigua GFC            | Dep. Malacateco        | Agustín Herrera William Zapata                | Antigua GFC Deportivo Sanarate            | 111  |
| Apertura 2019       | CSD Municipal          | Antigua GFC            | Ramiro Rocca                                  | Iztapa                                    | 16   |
| Clausura 2020       | cancellato             |                        |                                               |                                           |      |
| Apertura 2020       | Guastatoya             | CSD Municipal          | Ramiro Rocca                                  | CSD Municipal                             | 21   |
| Clausura 2021       | Santa Lucía            | Comunicaciones         | Nicolás Martínez                              | Deportivo Achuapa                         | 10   |
| Apertura 2021       | Dep. Malacateco        | Comunicaciones         |                                               |                                           |      |
| Clausura 2022       | Comunicaciones         | CSD Municipal          |                                               |                                           |      |
| Apertura 2022       | Cobán Imperial         | Antigua GFC            |                                               |                                           |      |
| Clausura 2023       | Xelajú MC              | Antigua GFC            |                                               |                                           |      |
| Apertura 2023       | Comunicaciones         | Guastatoya             |                                               |                                           |      |
| Clausura 2024       | CSD Municipal          | Deportivo Mixco        |                                               |                                           |      |
| Apertura 2024       | Xelajú MC              | Cobán Imperial         |                                               |                                           |      |
| Clausura 2025       | Antigua GFC            | Deportivo Municipal    |                                               |                                           |      |

## Vittorie per squadra
| Squadra             | Vittorie | Secondi posti | Stagioni vittorie | Stagioni secondi posti |
| Comunicaciones      | 32       | 25            | 1956, 1957/58, 1959/60, 1968/69, 1970/71, 1971, 1972, 1977, 1979/80, 1981, 1982, 1985/86, 1990/91, 1994/95, 1996/97, 1997/98, 1998/99, A-1999, C-2001, A-2002, C-2003, A-2008, A-2010, C-2011, A-2012, C-2013, A-2013, C-2014, A-2014, C-2015, C-2022, A-2023  | 1950/51, 19552/53, 1954/55, 1961/62, 1965/66, 1975, 1976, 1978, 1983, 1991/92, 1992/93, 1995/96, C-2000, A-2000, C-2003, A-2003, A-2004, A-2005, A-2006, C-2008, A-2009, A-2011, C-2016, A-2018, C-2021, A-2021 |
| CSD Municipal       | 32       | 25            | 1942/43, 1947, 1950/51, 1954/55, 1963/64, 1965/66, 1969/70, 1973, 1974, 1976, 1987, 1988/89, 1989/90, 1991/92, 1993/94, C-2000, A-2000, A-2001, C-2002, A-2003, A-2004, C-2005, A-2005, C-2006, A-2006, C-2008, A-2009, C-2010, A-2011, C-2017, A-2019, C-2024 | 1943, 1944/45, 1957/58, 1959/60, 1964, 1967/68, 1972, 1977, 1990/91, 1998/99, A.1999, A-2002, C-2004, A-2008, C-2009, A-2010, C-2011, C-2012, A-2012, C-2014, A-2014, C-2015, A-2016, A-2017, C-2022            |
| Aurora              | 8        | 10            | 1964, 1966, 1967/68, 1975, 1978, 1984, 1986, 1992/93 | 1968/69, 1969/70, 1970/71, 1971, 1973, 1974, 1987, 1988/89, 1994/95, 1996/97 |
| Xelajú MC           | 7        | 5             | 1961/62, 1980, 1995/96, C-2007, C-2012, C-2023, A-2024 | 1963/64, 1966, 1981, C-2010, C-2018 |
| Antigua GFC         | 5        | 4             | A-2015, A-2016, A-2017, C-2019, C-2024 | C-2001, A-2019, A-2022, C-2023 |
| Guastatoya          | 3        | 3             | C-2018, A-2018, A-2020 | A-2015, C-2017, A-2023 |
| Tipografía Nacional | 3        | 1             | 1943, 1944/45, 1952/53 | 1942 |
| Suchitepéquez       | 2        | 5             | 1983, C-2016 | 1982, 1984, 1989/90, C-2005, A-2007 |
| Cobán Imperial      | 2        | 5             | C-2004, A-2022 | 1979/80, 1997/98, A-2001, C-2003, A-2024 |
| Jalapa              | 2        | 0             | A-2007, C-2009 | |
| Dep. Malacateco     | 1        | 1             | A-2021 | C-2019 |
| Santa Lucía         | 1        | 0             | C-2021 | |
| Juventud Retalteca  | 0        | 2             | | 1980, 198/86 |
| Deportivo Marquense | 0        | 2             | | C-2006, C-2007 |
| Heredia             | 0        | 2             | | C-2013, A-2013 |
| Deportivo España    | 0        | 1             | | 1947 |
| USAC                | 0        | 1             | | 1956 |
| Galcasa             | 0        | 1             | | 1986 |
| Escuintla           | 0        | 1             | | 1993/94 |
| Deportivo Mixco     | 0        | 1             | | C-2024 |
| Deportivo Municipal | 0        | 1             | | C-2025 |

## Migliori marcatori
1. Juan Carlos Plata (411[5])
2. Oscar Sànchez (259)
3. Julio César Anderson (218)
4. Carlos Kamiani Félix (181)
5. Edwin Westphal (180)
6. Israel Silva (179)
7. René Morales (172)
8. Mario Avecedo (170)
9. Selvin Pennant (159)
10. León Ugarte (151)

Juan Carlos Plata è, inoltre, il giocatore con il maggior numero di anni di partecipazione nella Liga (23) e il maggio numero di vittorie del campionato (17).